# Џери Вест
Џером Алан Вест (енгл. Jerome Alan West; Челијен, 28. мај 1938 — Лос Анђелес, 12. јун 2024) био је амерички кошаркаш и кошаркашки тренер, а касније и кошаркашки функционер. Играо је на позицији бека или плејмејкера и целу каријеру провео у Лос Анђелес лејкерсима. 12 пута је био или у првој или другој петорци НБА лиге. И даље држи рекорд по просеку поена у плеј оф серији од 46,3. Са Лејкерсима је освојио само једну НБА титулу јер је играо у доба моћне династије Бостон селтикса. Изабран је у Кошаркашку кућу славних, а за 50-годишњицу НБА лиге изабран међу 50 најбољих играча у историји НБА лиге. Његова силуета се налази на званичном логоу НБА лиге, али везано за то је имао незванични спор са лигом. НБА лига никад није званично навела да је Вест на логу, иако је готово неоспориво направљен по једној његовој силуети, и у више наврата је истицао да од лиге није добио никакав новац за право коришћења његовог лика.
По завршетку играчке каријере постаје тренер Лејкерса, а након тога и генерални менаџер. Као генерални менаџер је предводио Лејкерсе до шест НБА титула, и био је заслужан за трејд којим је одабран Коби Брајант, и за долазак Шакила О'Нила из Орландо меџика.

## Детињство
Џери је рођен као пето дете у породици која је живела веома скромно у малој варошици Челијену у Западној Вирџинији. Отац Хауард је радио пуно како би деци могао да обезбеди макар најосновније. Док је отац свој деци желео да постану познати лекари, трговци и остали учени људи, Џери је већ са 6 година сате проводио на локалном кошу. С обзиром да је кош био на отвореном довео је свој шут до савршенства, како га ветар не би ометао у прецизности. Поред немаштине која је задесила ову породицу додатну несрећу им доноси смрт његовог старијег брата Дејвида у Корејском рату. Џери који је тада имао свега 16 година, када се још више повукао у себе и кошарка и терен су били једино место утехе.

## Кошаркашка каријера

### Средња школа
Средњу школу је похађао такође у Западној Вирџинији. Иако у првој сезони није превише улазио у игру, брзо је на видело дошла његова упорност и велики рад. У средњој школи али касније и на колеџу углавном је играо на позицији ниског крила, јер га је поред прецизности и одличног скок-шута красила и велика издржљивост. 1956. године постаје најбољи играч Западне Вирџиније са преко 900 постигнутих поена уз просек од 32,2 поена по утакмици. Вест је те године предводио екипу до титуле првака државе, а у финалу је убацио 39 поена. На крају средње школе био је толико познат да је и сам гувернер Вирџиније желео да га прими. Позната је анегдота са тог сусрета, када је секретарици гувернера рекао: "Ја сам Џери Вест, имам састанак са господином гувернером", она му је узвратила: " Не треба да ми кажеш ко си, јер си познатији од гувернера".

### Колеџ
Након завршене средње школе 1956. године преко 60 универзитета је показало интересовање да дође у њихов тим. Ипак он се одлучио да оде у оближњи Универзитет Западна Вирџинија који се налазио у Моргантауну. Већ у првој сезони одиграо је одлично бележећи у просеку 17,8 поена и 11,1 скокова уз одличне проценте шута. То му је донело гомилу признања како у сопственом колеџу тако и држави. У сезони 1958/59. просечно је постизао 26,6 поена уз 12,3 скокова по утакмици. У свим утакмицама је предводио своју екипу и у поенима и у скоковима. Те сезоне су дошли до самог НЦАА финала када је Џери постигао 28 поена и имао 10 скокова, али су ипак поражени од Калифорније. У задњој години колеџа је имао још бољи статистички учинак од 29,3 поена и 16,5 скокова по утакмици и укупно 134 асистенција. Поред тога имао је и 30 дабл-дабл учинака, од чега 15 су били са преко 30 поена. Опет је добио небројано пуно признања.
Током своје колеџ каријере Џери Вест је постигао 2.309 поена и имао 1.240 скокова, или у просеку 24,8 поена и 13,3 скокова.

### Лејкерси
На НБА драфту 1960. године био је изабран као 2. пик од стране Лејкерса који су се тада још увек налазили у Минеаполису. Цела његова каснија каријера и живот биће везани за овај клуб. Врло брзо после драфта франшиза се сели у Лос Анђелес где остаје до данашњег дана. Његов тренер на колеџу Фред Шаус постаје главни тренер Лејкерса одмах затим, те је Џери имао слободу као и на колеџу. Једина разлика што га је тренер сад оставио и форсирао на позицији бека уместо крила. Лејкерси су тих година градили своју игру око Елгина Бејлора. Ипак, чинило се да су Лејкерси тих година увек имали веома добре бекове и крила, али релативно слабе центре који нису могли да парирају бостонском суперстару Билу Раселу.Био је склон повредама али утакмице је пропуштао само када није мога да хода. Једном приликом је имао температуру, али је ипак отишао у дворану са намером да не игра. Међутим када је видео да у тиму нема ни Бејлора, који је имао грип, скинуо се и дао 38 поена уз 15 скокова у победи против Филаделфије од 121:116.
Игра Џерија Веста била је из сезоне у сезону све боља, а статистички параметри готово невероватни и за ово време с обзиром да је играо на позицији бека или чак и плејмејкера. Више пута је имао просек од преко 30 поена док му је просек скокова и асистенција био око 6-7 по утакмици. Ипак, деловало је да са Лејкерсима неће доћи до титуле, или бар неће док траје доминација Бостон селтикса са Билом Раселом као доминантом фигуром.
Ствари су се драстично промениле 9. јула 1968. године када Лејкерси шаљу три Џеријева саиграча у Филаделфију у замену за најбољег играча НБА лиге у то време, Вилта Чејмбрлена. Лејкерси опет стижу до финала плеј офа у којем је Џери Вест поново имао невероватан учинак. У првој утакмици Џери је постигао 53 поена, а у другј 41 поен. У задњој и одлучујућој седмој утакмици при резултату од 3-3 у серији, Лејкерси су после треће четвртине губили 15 разлике. Ипак Вест је у четвртој потпуно доминирао паркетом и утакмица је уведена у веома неизвесну завршницу, у којој је Бостон ипак победио. Џери вест је утакмицу завршио са 42 поена 13 скокова и 12 асистенција, због чега је проглашен МВП-јем финала упркос поразу. Ово је једини случај у историји НБА лиге да је играч из пораженог тима изабран за најбољег играча финалне серије. Подвиг је био тим већи јер је целу финалну серију играо повређен и под инјекцијама.
И наредних сезона Лејкерси су били константно у врху али им је титула измицала. Ипак 1971. године долази до још промена, када Бил Шерман постаје главни тренер а Бејлор одлази у кошаркашку пензију. Лејкерси су целу сезону одиграли изванредно. Поред тога што су нанизали 33 победа, сезону су завршили са тада рекордних 69 победа. Овај рекорд ће много година касније оборити Чикаго булси са Мајкл Џорданом. Вест је постизао 25,8 поена и 9,7 асистенција по утакмици. Те сезоне у НБА финалу су се састали са Њујорком. Иако је Џери у финалу одиграо доста лошије него што је умео пре свега захваљујући Вилту Чејмбрлену, Лејкерси су се коначно дочепали прстена. Вест је до краја своје каријере играо веома добро али овај успех више није поновио.
У сезони 1973/74. постигао је рекордни број поена за једног плејмејкера, убацивши Њујорку 63. Тек ће Пит Маравић пробити тај рекорд 14 година касније, постигавши 68 поена такође против Њујорка. Током своје НБА каријере одиграо је 932 утакмице у којима је постигао 25.192 поена, 5.336 скокова и 6.328 асистенција. Његов дрес са бројем 44, Лејкерси су повукли из употребе 1983. године.

### Репрезентација
Био је део репрезентације САД током своје колеџ каријере, с обзиром на тадашње правило да су само аматерски играчи могли да играју у ФИБА такмичењима. Био је, заједно са познатим Оскарoм Робертсоном и Џеријем Лукасом део репрезентације која је на Олимпијским играма у Риму 1960. године освојила златну медаљу. До 1992. и појаве оригиналног дрим тима, овај се може сматрати за најбољи. Америчка репрезентација је била изразито супериорна, а Џери Вест и Оскар Робертсон ће деценију касније водити жестоке борбе за примат у НБА лиги.

## Тренер и менаџер

### Лејкерси
Одмах након завршетка играчке каријере власник Лејкерса му је понудио место главног тренера на којем ће остати три сезоне. Тих година је водио тим, предвођен са Карим Абдул Џабаром до три учешћа у плеј офу. Након тога три године је био скаут Лејкерса, да би онда постао и генерални менаџер. Он је био идејни творац династије Лејкерса која ће владати у наредним годинама и освојити пет НБА титула 1980.,1982.,1985.,1987. и 1988. Тим је грађен око двојца Џабара и Меџик Џонсона, док их је са клупе водио Пет Рајли.
Након тога вест је променио тим довођењем Владе Дивца, Седрика Себалоса и Ник ван Ексела, Иако нису дошли до титуле остали су у врху у борби са моћним Чикагом Вест је упркос том добио признање за најбољег менаџера године. Највећи посао је одрадио средином 90-тих година којим ће опет направити династију. Прво је Влада Дивца трејдовао у замену за Кобија Брајанта, а онда и потписао слободног агента Шекил О'Нила. Након тога доводи и Фила Џексона, те омогућује Лејкерсима да освоје три титуле НБА лиге од 2000. до 2002. године.

### Мемфис
Године 2002. Џери постаје генерални менаџер Мемфис гризлиса. Своју одлуку је објашњавао тиме да после пуно успеха са Лејкерсима жели да води тим који није имао великих успеха и са којим жели да направи промену. Џери вест није превише експериментисао али је довео тренера Хуби Брауна, који ће постати најбољи тренер НБА лиге 2004. године. Ипак је успео да од просечног тима направи конкурентан тим који сваке године бива у плеј-офу, и због тога је још једном проглашен за најбољег менаџера НБА лиге. 2007. године одлази са ове позиције.
Од 2011. године је на позицији саветника новог власника Голден Стејта за кошаркашка питања. Тим Вориорса ће четири година касније доћи до НБА титуле.

## Трофеји

### Као играч

#### Репрезентативни
- Олимпијске игре (1):  1960.

#### Клупски
- Лејкерси
  - Шампион НБА лиге (1): 1972.

#### Индивидуални
- МВП финала (1): 1969.
- Учесник Ол-стар утакмице (14): 1961-1974
- Најбоља петорка НБА лиге (10): 1962–1967, 1970–1973.
- Најбоља дефанзивна петорка лиге (4): 1970-1973.
- Најбољи стрелац НБА лиге (1): 1970.
- Водећи по броју асистенција у НБА лиги (1): 1972.

### Као менаџер

#### Клупски
- Лејкерси
  - Шампион НБА лиге (6): 1980, 1982, 1985, 1987, 1988, 2000.

#### Индивидуални
- Најбољи менаџер НБА лиге (2): 1995, 2004.

## Остало
Године 1969. на новом дизајнираном лого НБА лиге, нашла се силуета Џерија Веста. Овај лого је уз Олимпијске кругове и знака компаније Најки најпрепознатљивији лого на свету. Пре сваке утакмице имао је мали ритуал у свлачионици: отварао је ново паковање жвакаће гуме, половину је стављао у уста а другу половину лепио на плафон свог ормарића. Чишћење је било тек на ркају сезона.
Први пут се оженио у априлу 1960. са Мартом, са којом има три сина. 1978. се оженио са садашњом женом Карен са којом има два сина. Улица испред дворане Универзитета Западна Вирџинија се зове његовим именом. 17. фебруара 2011. године постављена је његова статуа испред Стејлс Центра у Лос Анђелесу.